# 莱瑞梅勒峰

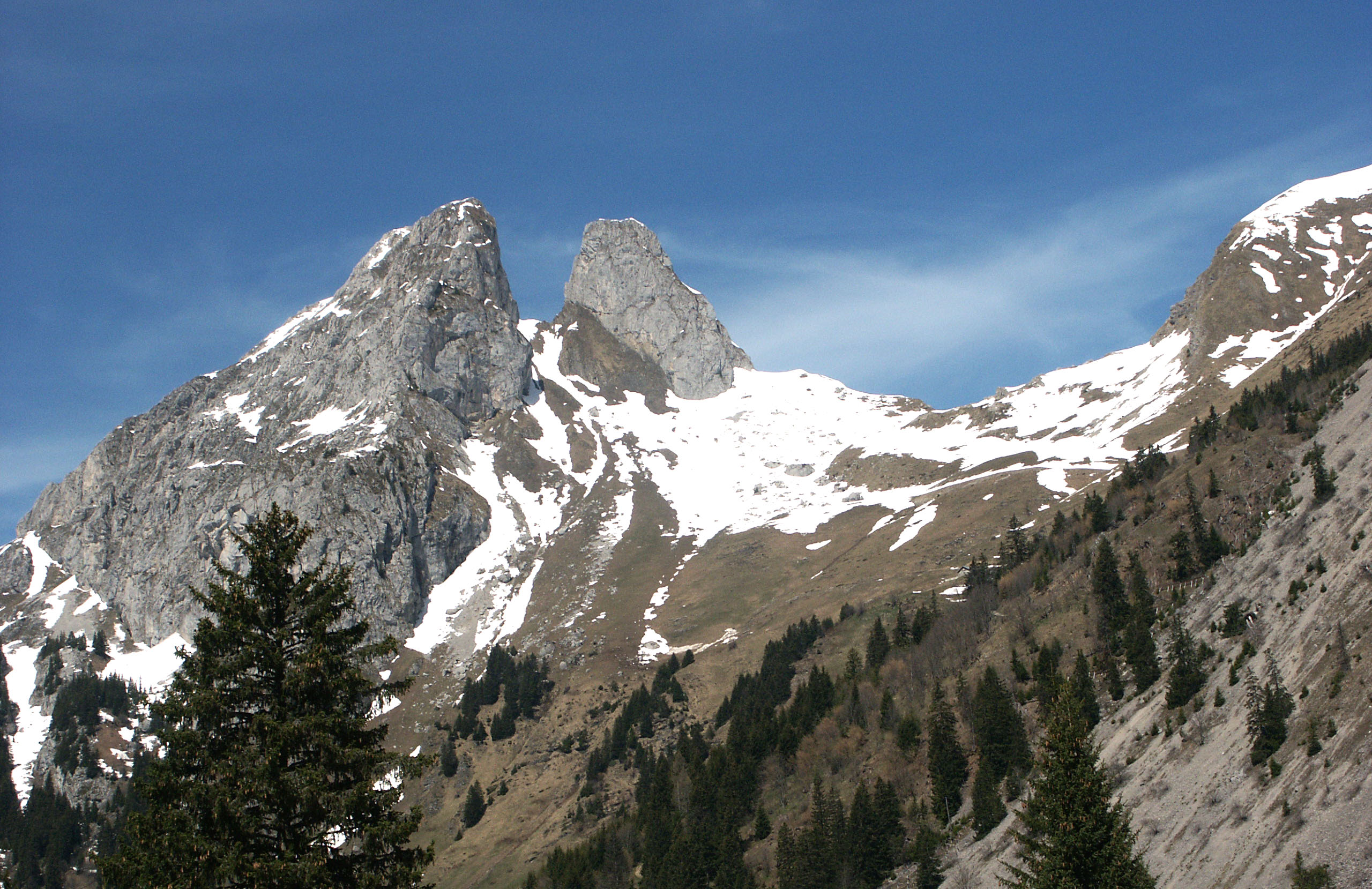

46°21′8.1″N 6°48′49.3″E / 46.352250°N 6.813694°E
莱瑞梅勒峰（法語：Les Jumelles，法語發音：[le ʒymɛl]）是瑞士瓦萊州的山峰，位於該國西南部，屬於沙布莱山的一部分，距離伯爾尼80公里，海拔高度2,215米，每年平均降雨量1,674毫米。